# Farigia baladan
Farigia baladan är en fjärilsart som beskrevs av Druce 1911. Farigia baladan ingår i släktet Farigia och familjen tandspinnare. Inga underarter finns listade i Catalogue of Life.